# Norbert Tmej
Norbert Tmej (* 14. September 1929 in Wien; † 22. Januar 2003 ebenda) war ein österreichischer Politiker (SPÖ).

## Leben
Norbert Tmej legte nach dem Besuch der Volksschule und eines Realgymnasiums im Jahr 1948 die Matura ab. Danach besuchte er bis 1951 die Wirtschaftsuniversität Wien. Bereits ab 1950 war Tmej als Buchhalter tätig, ehe er ab 1954 Arbeit bei der Post fand, wo er in der Post- und Telegraphenverwaltung als Kassenbeamter tätig war. 1956 wurde er Buchhalter in der Post- und Telegraphendirektion für Wien und Niederösterreich.
Norbert Tmej war nicht nur Mitglied des ÖGB, sondern bekleidete ab 1977 auch das Amt des Vorsitzenden der Gewerkschaft der Post- und Fernmeldebediensteten.
Im Januar 1983 entsendete ihn der Wiener Landtag und Gemeinderat als Mitglied in den Bundesrat, welchem Tmej acht Jahre, bis November 1991, angehören sollte.
1983 erhielt Tmej die Berufsbezeichnung Regierungsrat.